# Jean Madelain
« Madelain » redirige ici. Pour l’article homophone, voir Madelin.
Jean Madelain est un homme politique français, né le 9 janvier 1924 à Nantes et mort le 17 mai 2023 à Fougères.

## Biographie
Directeur de la Cristallerie de Fougères, Jean Madelain est élu sénateur d'Ille-et-Vilaine le 28 septembre 1980, il rejoint après son élection le groupe de l'Union Centriste. Réélu le 24 septembre 1989 pour un second mandat. Il a notamment été membre de la commission des affaires sociales.
Jean Madelain est maire de Fougères de 1965 à 1971 sous l'étiquette CDS. Il est également conseiller général du canton de Fougères-Nord de 1964 à 1988, Marie-Thérèse Boisseau lui succède à ce poste.
Jean Madelain s'éteint le 17 mai 2023 à l'âge de 99 ans,.

## Mandats électoraux
- Maire de Fougères de 1965 à 1971.
- Sénateur d'Ille-et-vilaine de 1980 à 1998.
- Conseiller général d'Ille-et-Vilaine de 1964 à 1988 (canton de Fougères Nord).